# 寒田神社
寒田神社（さむたじんじゃ）は、神奈川県足柄上郡松田町松田惣領に鎮座する神社。延長5年（927年）の『延喜式神名帳』に記載されている相模国の延喜式内社十三社の内の一社（小社）とされる。また、境内は酒匂川に面している。

## 祭神
- 倭建命
- 弟橘比売命
- 菅原道真公
- 誉田別命

## 歴史
仁徳天皇の時代の創建。古風土記に記述がある。かつては相模田神社・佐武多神社・佐牟太神社などと称した。延喜式神名帳には「相模國足上郡　寒田神社　小」として記載されている。江戸時代には寒田神社神田大明神とも称した。
社伝では倭建命東征の折、しばらくこの地に滞在されたとされる。この地で東征の幸先を祈願した際、酒匂川に酒を流し、東征後この地に戻ってきた際にまだ酒の香りが残っていたため酒匂川と名付けられたと伝えられる。このときの椀とされている木椀が神社に伝えられている。
1626年（寛永3年）徳川家光より朱印地を寄進されるが、1656年（承応3年）酒匂川の氾濫により社殿等流出。1868年（慶応4年）に再建された。1874年（明治7年）に郷社、1941年（昭和16年）には県社に列せられる。その後、1968年（昭和43年）に神奈川県神社庁による献幣使参向神社となっている他、1971年（昭和46年）には松田町より史跡として指定されている。

## 祭儀
- 例大祭（7月31日）
  - 御輿の行列は1971年（昭和46年）松田町無形文化財と指定される。
  - かつては毎年6月晦日に例祭を行っていた。

## 境内

### 境内社

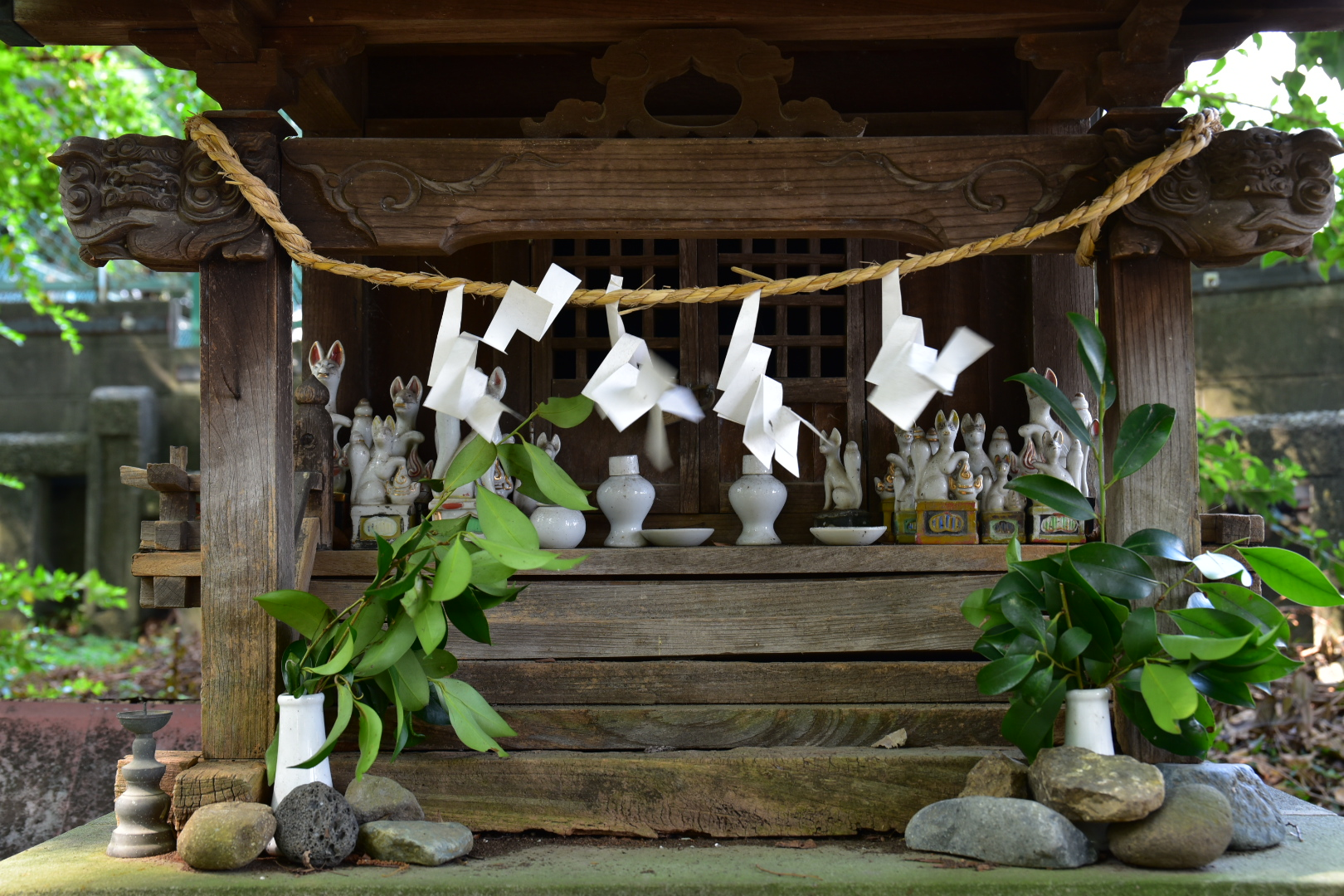
稲荷社
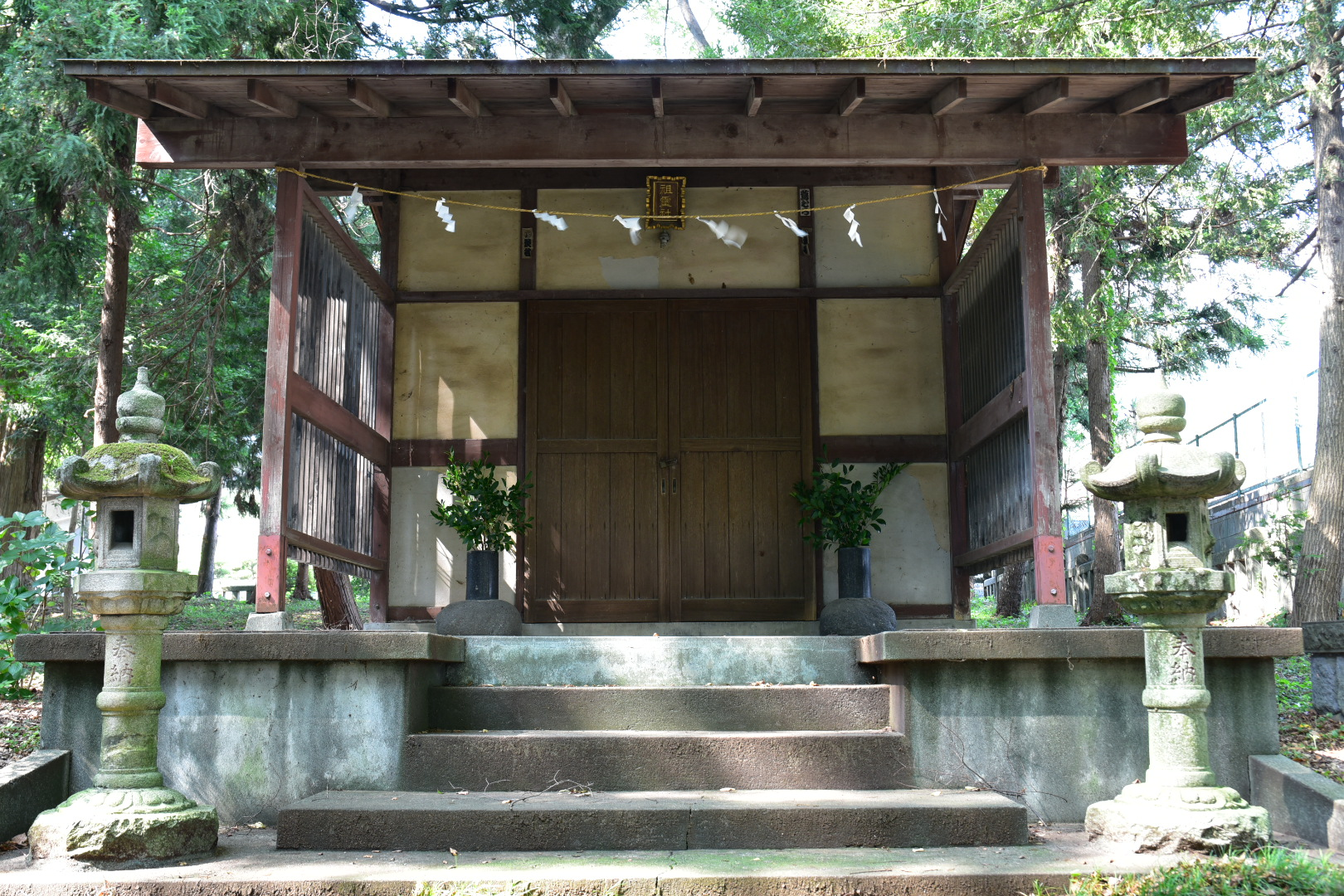
祖霊社
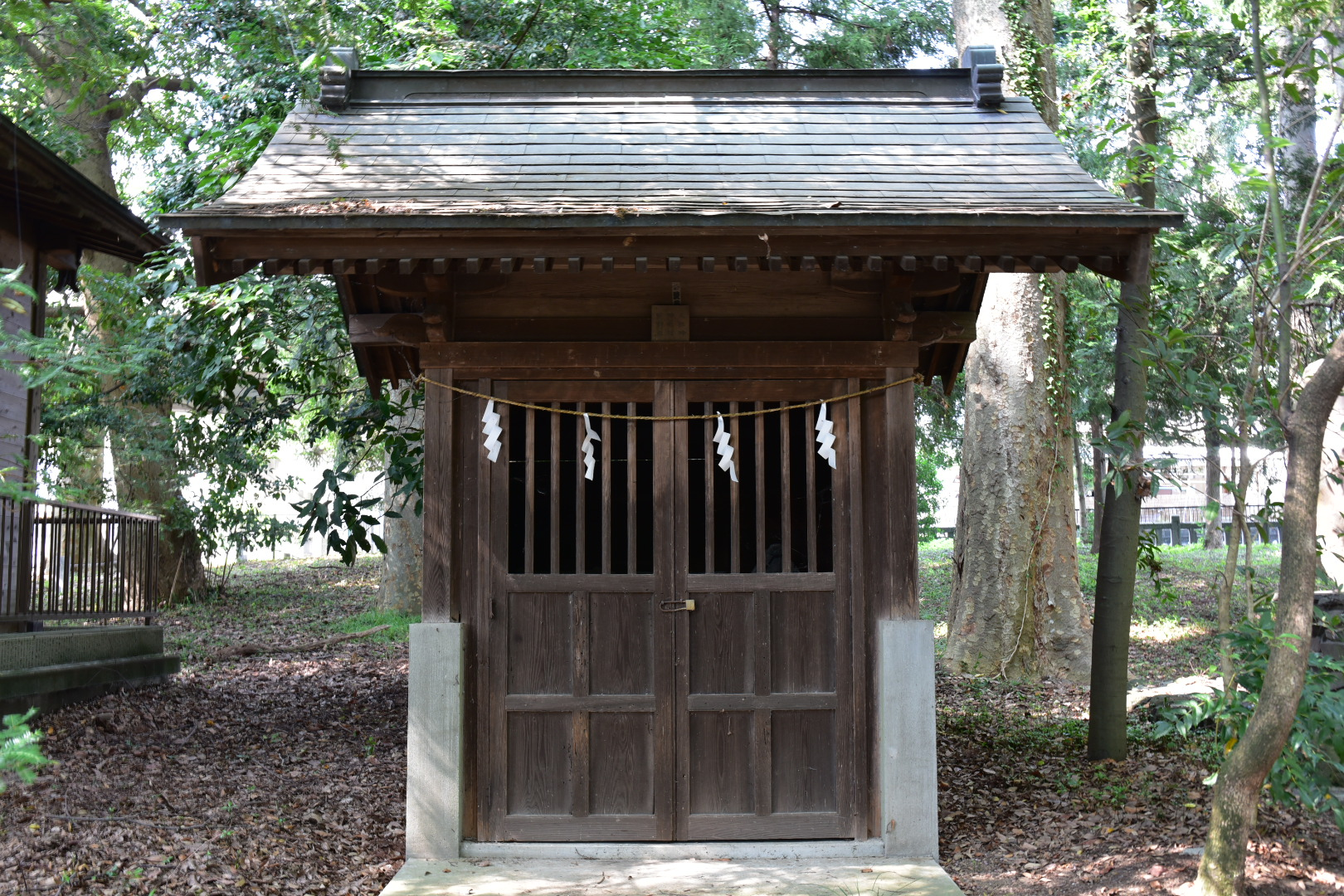
熊野社、神明社、天社神

- 稲荷社
- 祖霊社
- 熊野社・神明社・天社神

### 文化財
- 寒田神社のカシ - かながわの名木100選

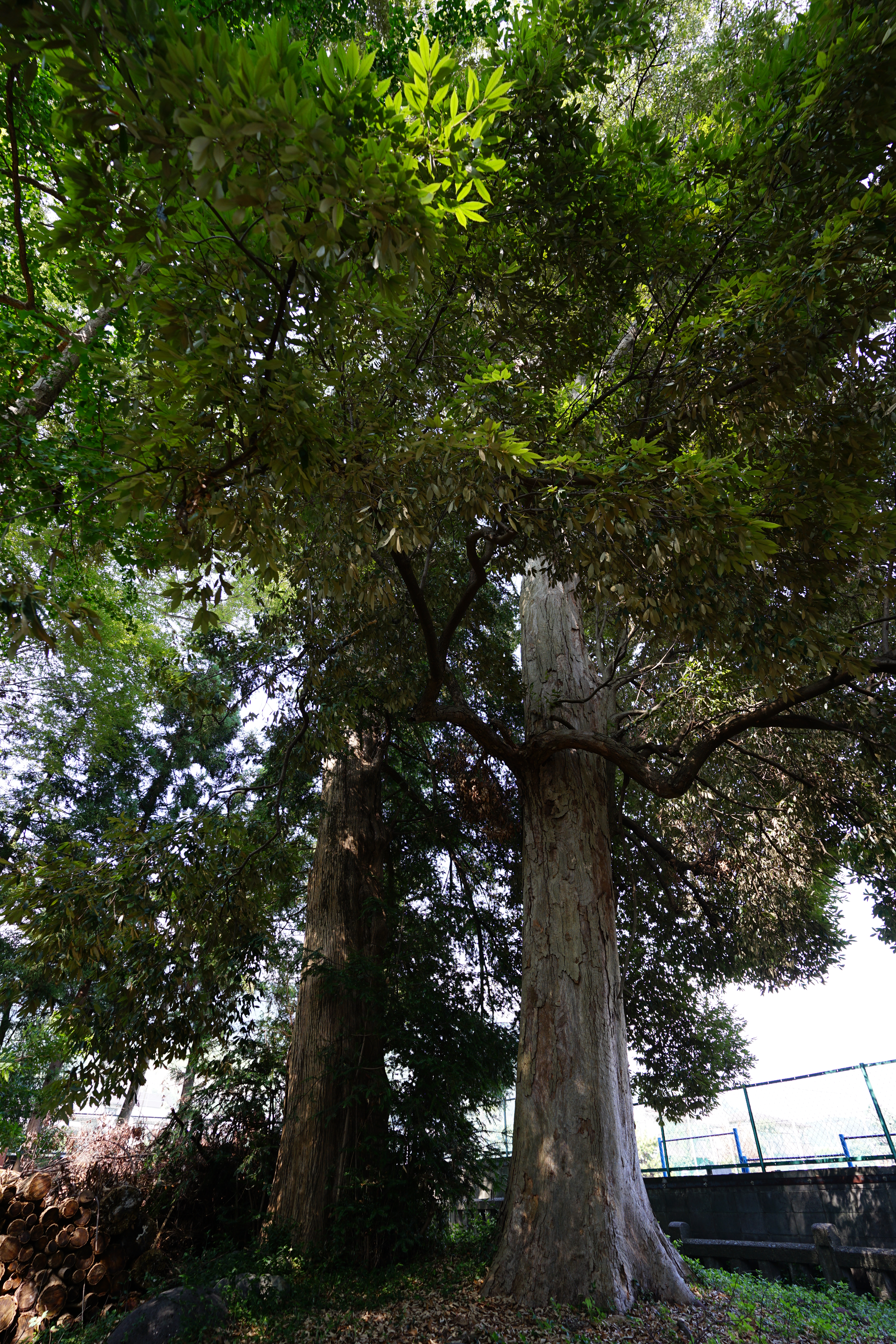
寒田神社のカシ
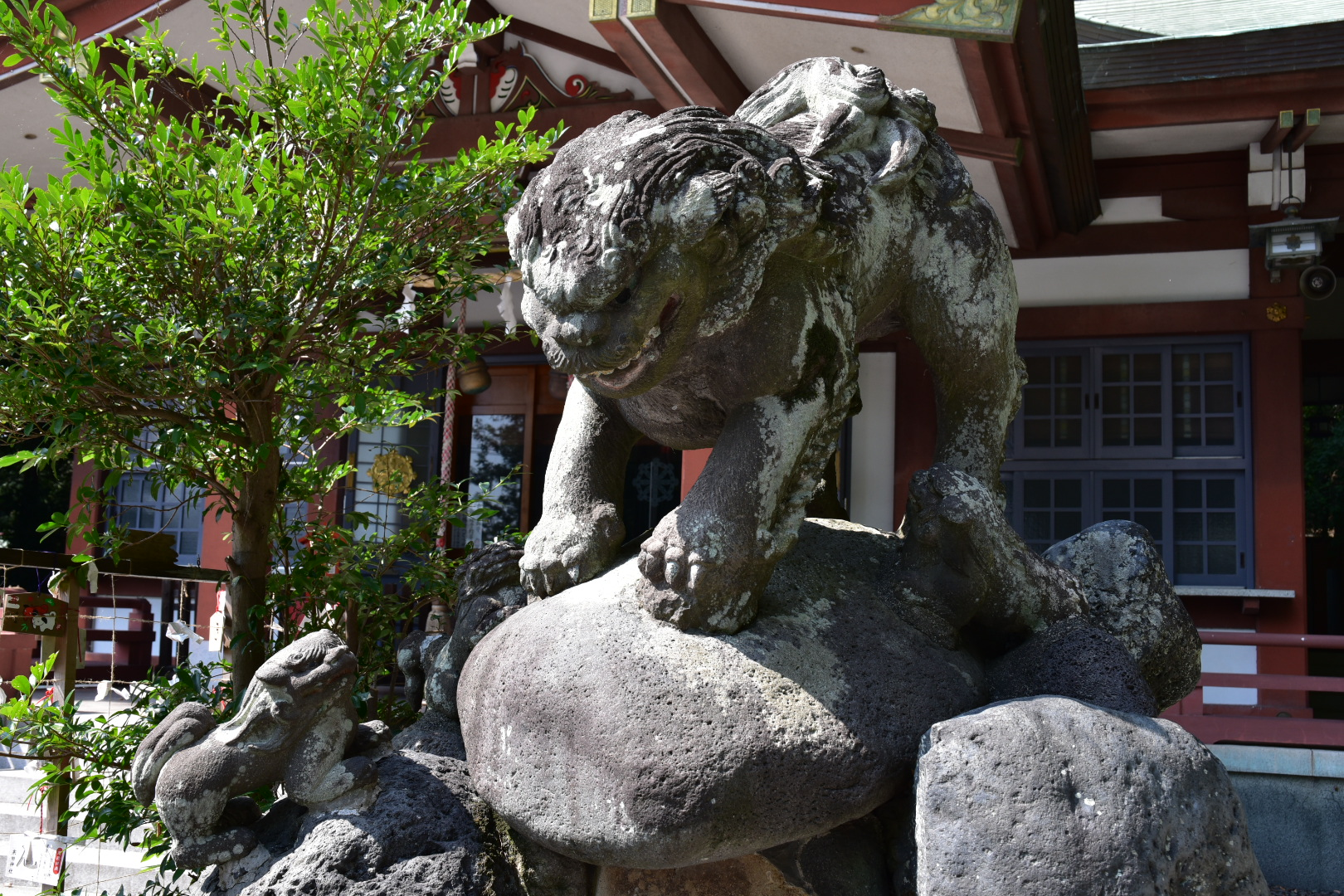
親子狛犬

## その他
- アメリカ合衆国初の地球周遊に成功した宇宙飛行士であるジョン・グレンは、宇宙飛行時に寒田神社の祈祷神札を持参し、地球に帰還後に御礼参りに参拝した。

## アクセス
- JR東海御殿場線松田駅から徒歩5分。
- 小田急電鉄小田原線新松田駅から徒歩7分。
- 東名高速道路大井松田インターチェンジから車で約10分。